# Монтеманьо
Монтеманьо (итал. Montemagno) — коммуна в Италии, располагается в регионе Пьемонт, в провинции Асти.
Население составляет 1239 человек (2008 г.), плотность населения составляет 78 чел./км². Занимает площадь 16 км². Почтовый индекс — 14030. Телефонный код — 0141.
Покровителем коммуны почитается святитель Мартин Турский, празднование 11 ноября.

## Демография
Динамика населения:

## Администрация коммуны
- Официальный сайт: http://www.comune.montemagno.at.it/

Достопримечательности
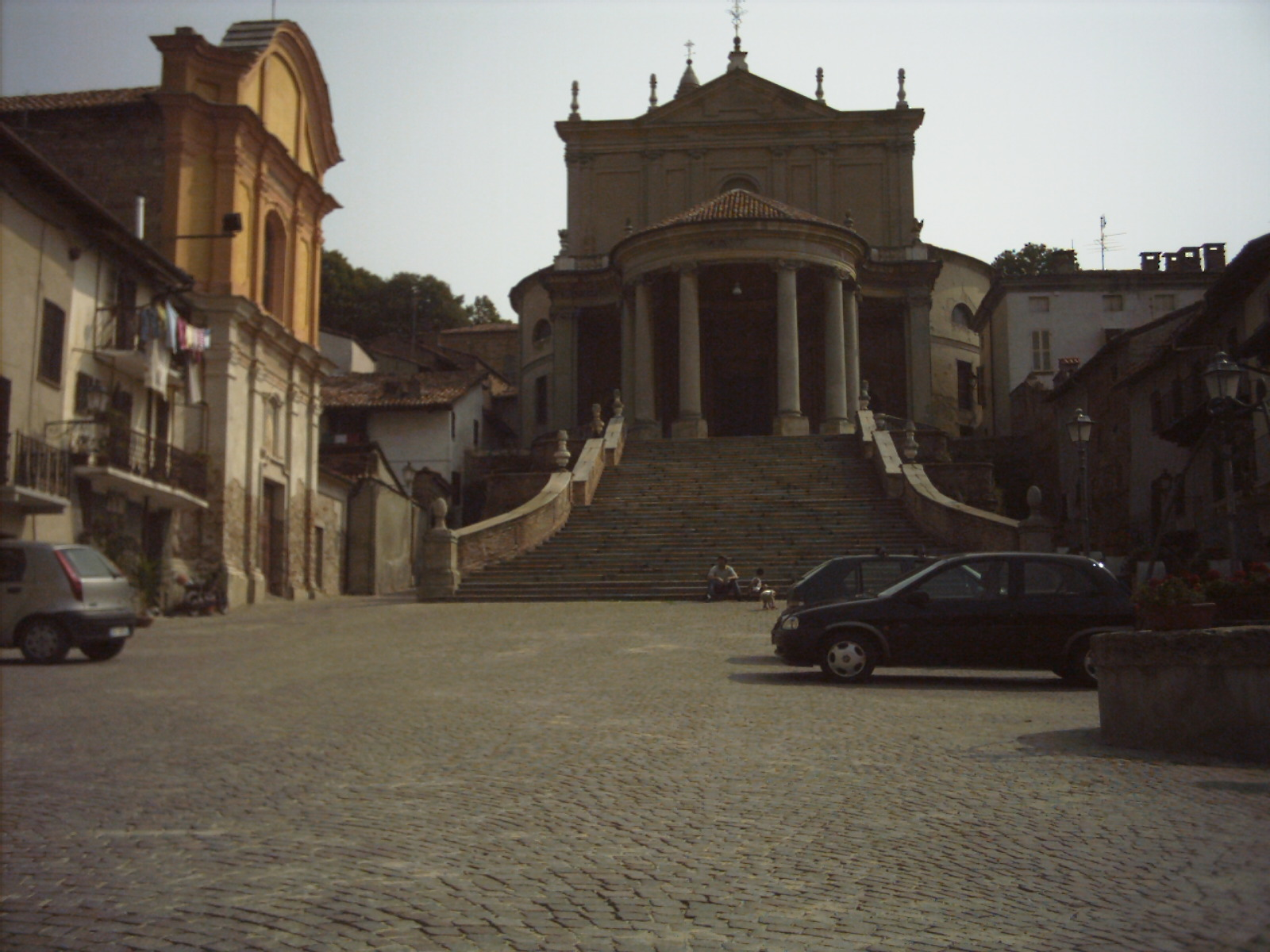
Приходской храм свв. Мартина и Стефана
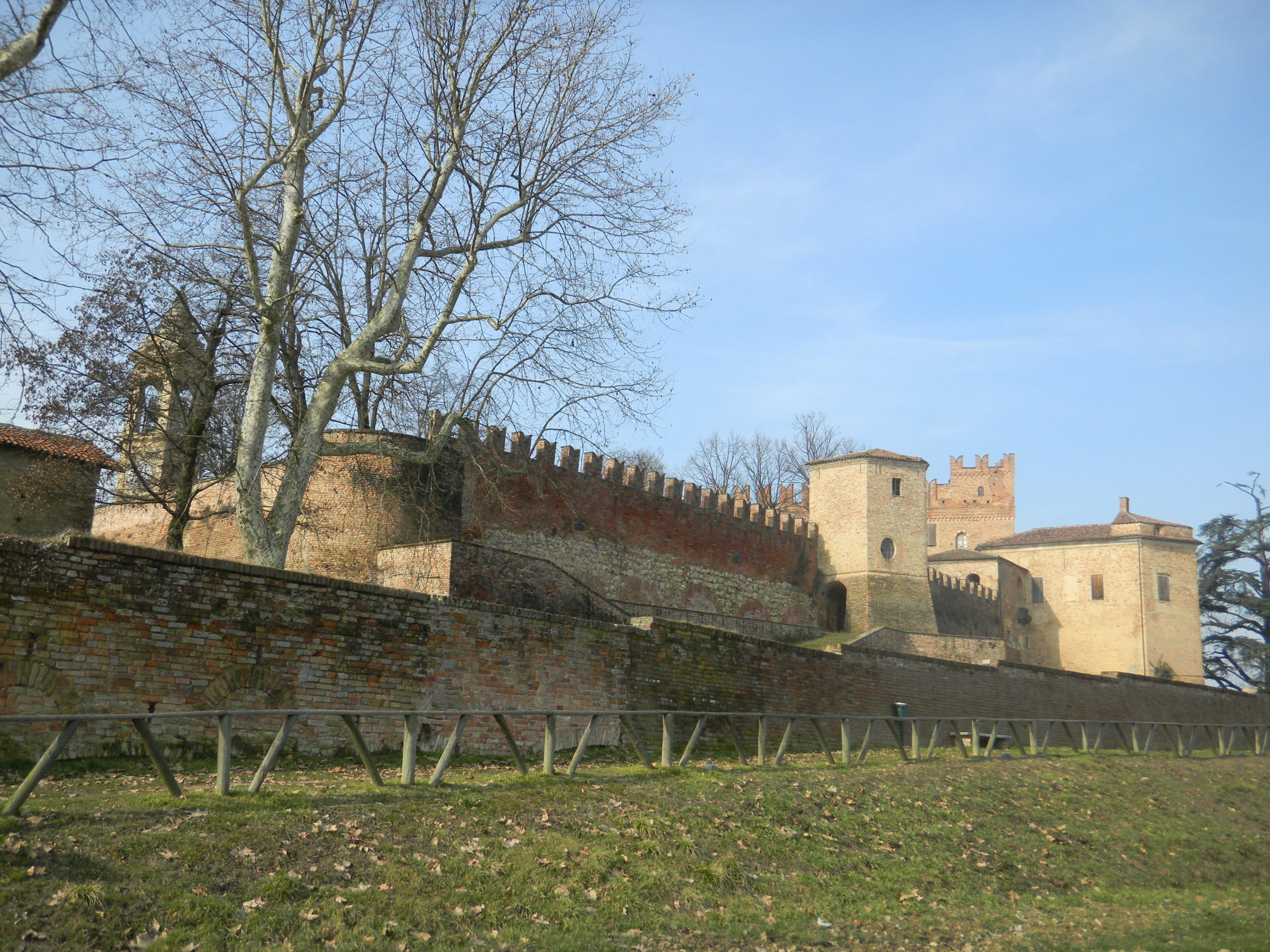
Замок
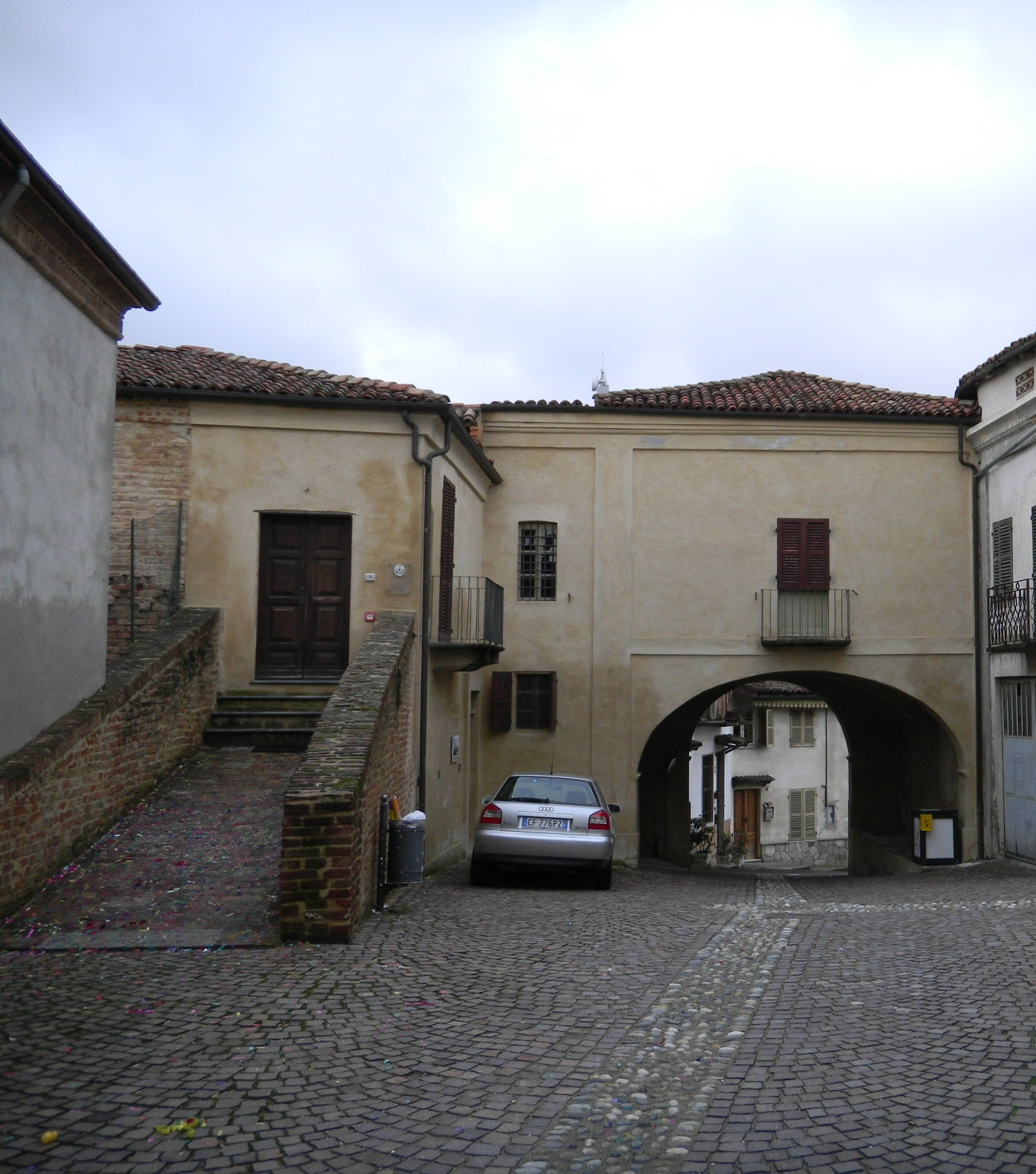
Дом над Портоне
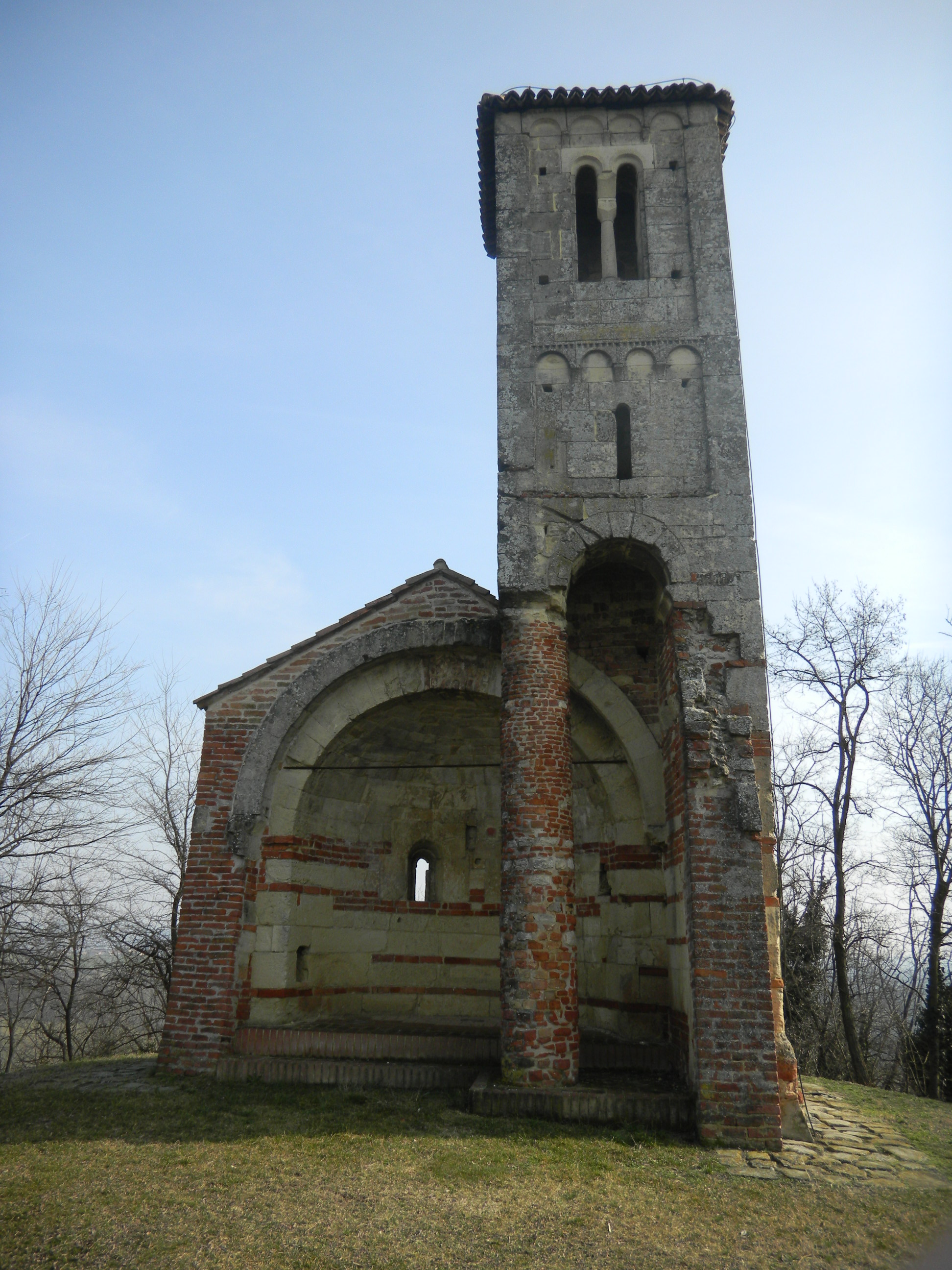
Башня св.Виктора
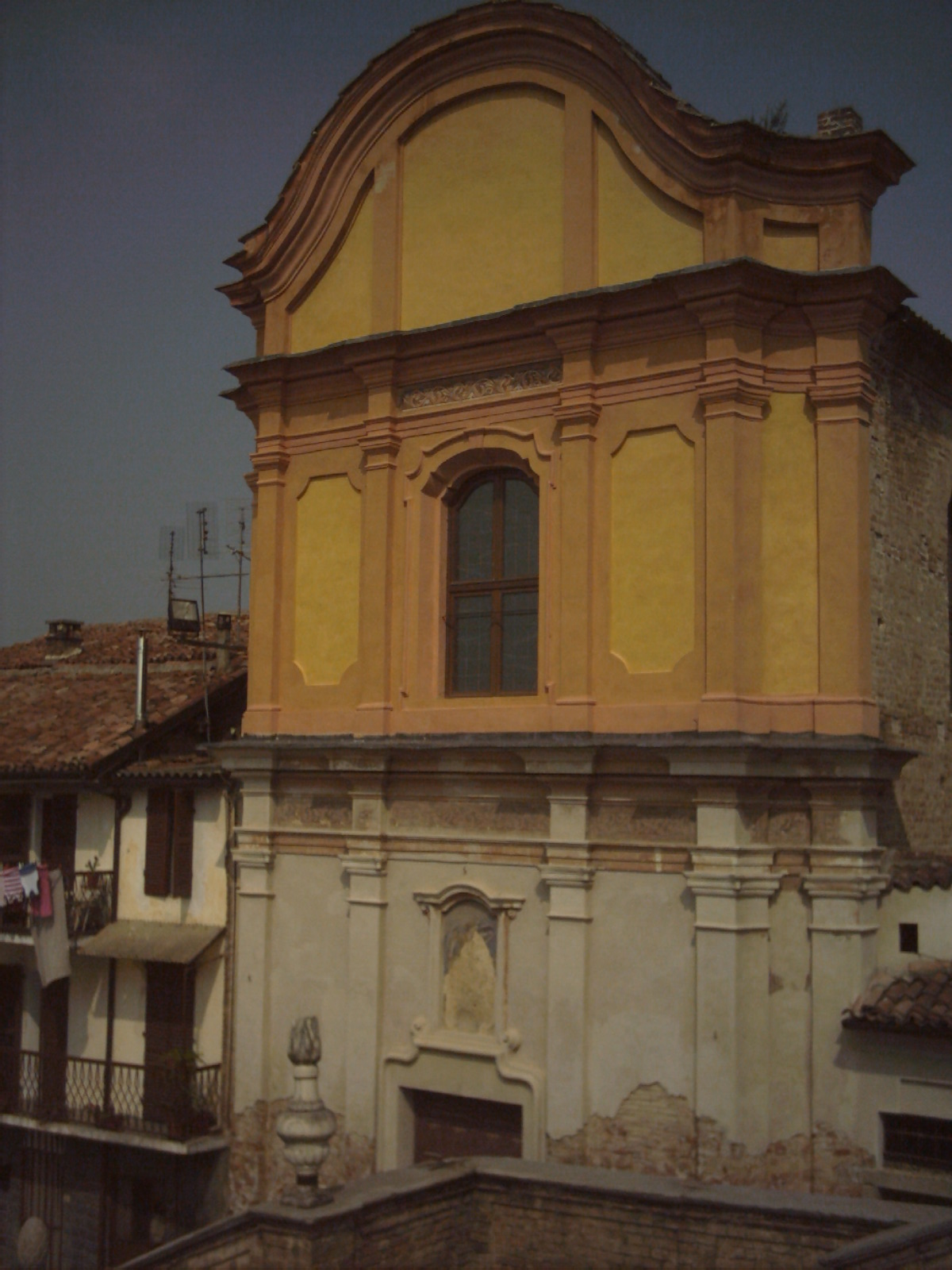
Храм братства Михаила Архангела
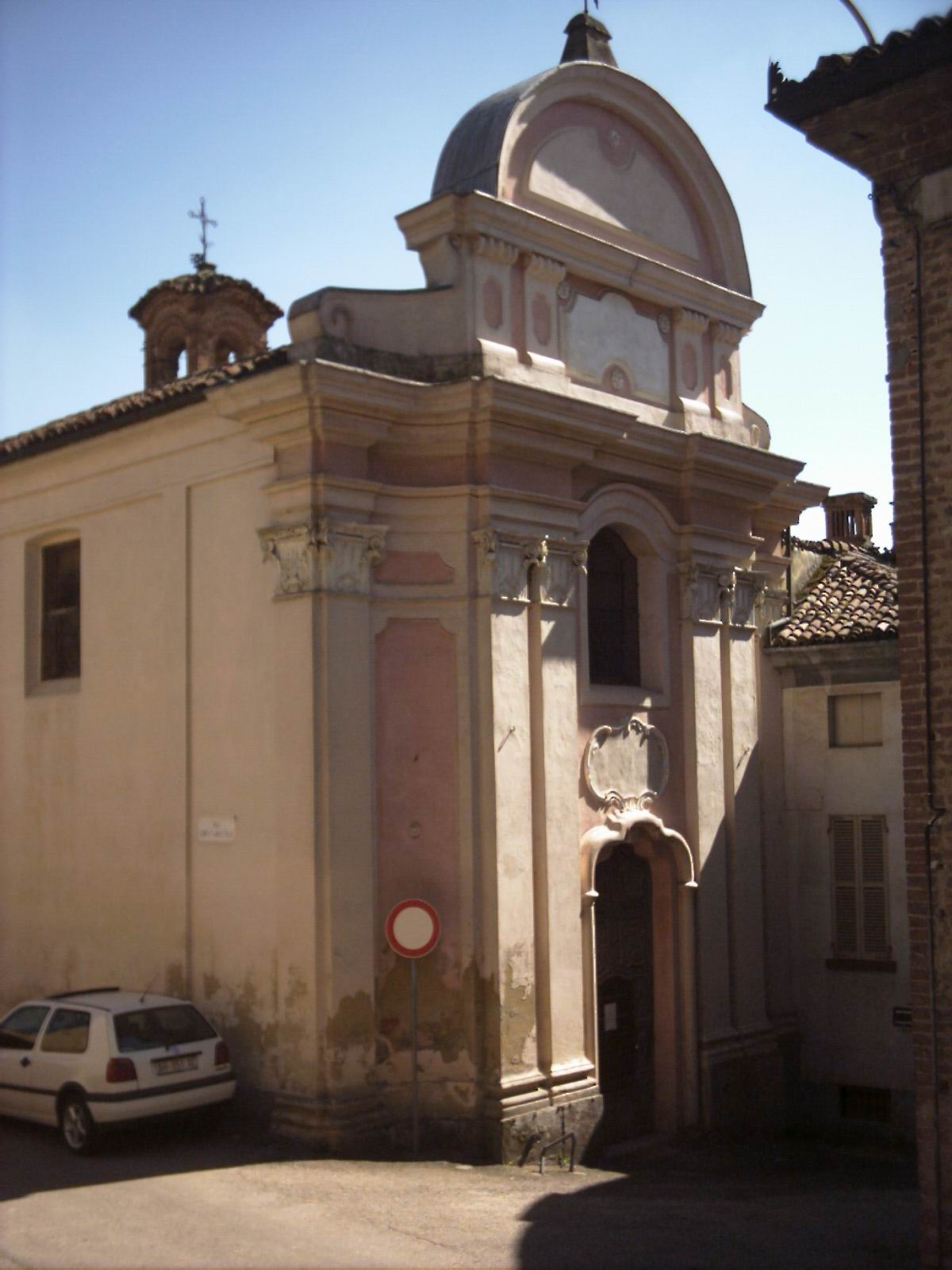
Храм братства Пресвятые Троицы
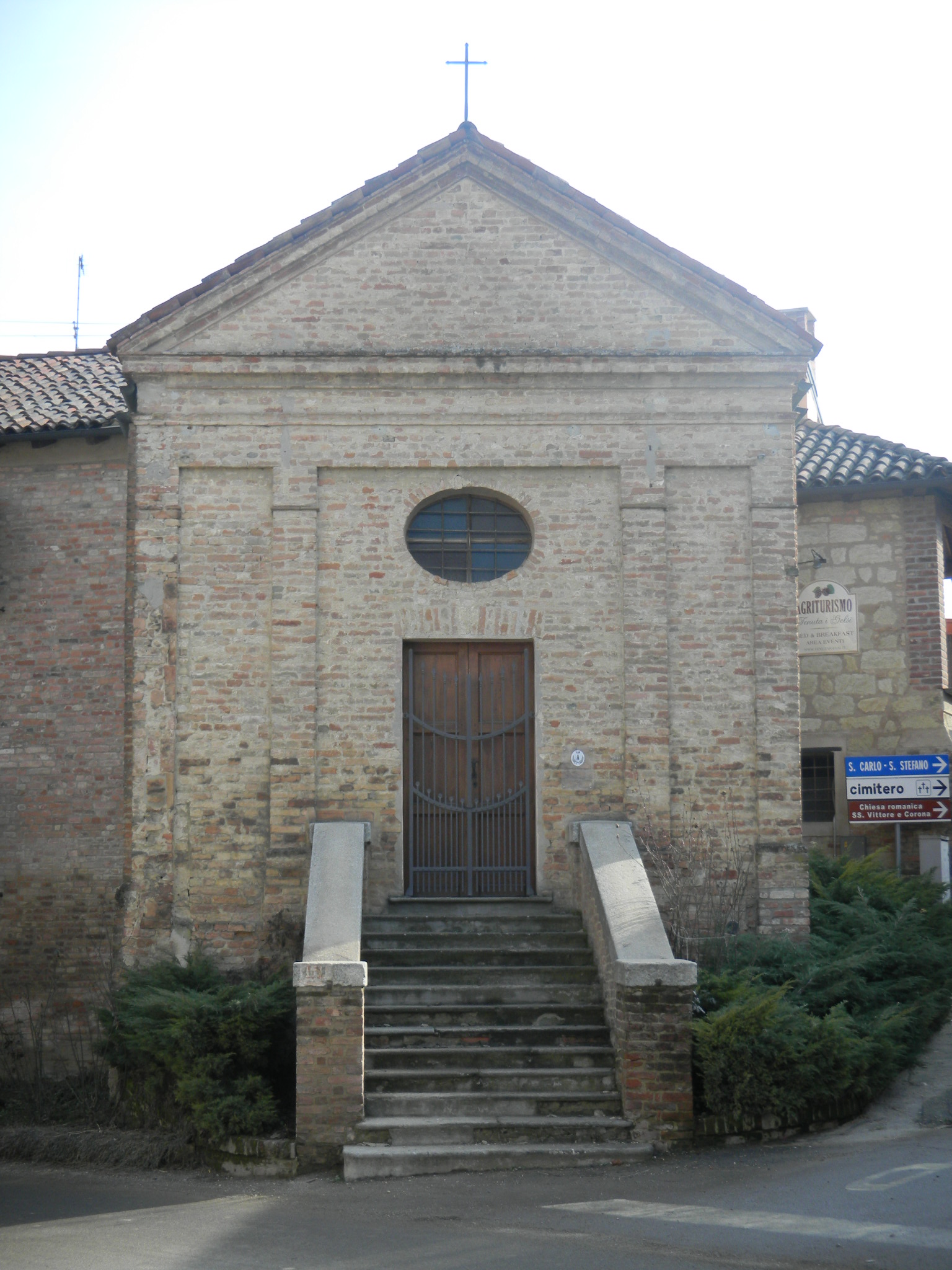
Храм Пресвятой Богородицы (Santa Maria della Cava)